# Wilhelm Kienzl
Wilhelm Kienzl (né le 17 janvier 1857 à Waizenkirchen et mort le 3 octobre 1941 à Vienne) est un compositeur autrichien.

## Œuvres

### Opéras
- Urvasi op. 20 (1884; UA 1886)
- Heilmar der Narr op. 40 (1891; UA 1892)
- Der Evangelimann op. 45 (1894; UA 1895)
- Don Quixote op. 50 (1897; UA 1898)
- In Knecht Ruprechts Werkstatt. Weihnachtsmärchen op. 75 (1907)
- Der Kuhreigen (en) op. 85 (1911)
- Das Testament (opéra) (en) op. 90 (1916)
- Hassan der Schwärmer op. 100 (1921; UA 1925)
- Sanctissimum. Melodramatische Allegorie op. 102 (1922: UA 1925)
- Hans Kipfel. Singspiel op. 110 (1926)

### Mélodrames
- Die Brautfahrt op. 9
- 2 Melodramen op. 97
- Die Jungfrau und die Nonne op. 98
- Eine Marienballade von François Villon op. 119

### Orchestres
- Abendstimmungen für Streichorchester und Harfe op. 53 (ursprünglich für Klavier 4hd.)
- Symphonische Variationen über das Straßburglied aus der Oper Der Kuhreigen op. 109a (Klavierfassung als op. 109b)

### Musiques de chambre
- 3 Phantasiestücke für Violine und Klavier op. 7
- Klaviertrio f-Moll op. 13
- Streichquartett Nr. 1 b-Moll op. 22
- Streichquartett Nr. 2 c-Moll op. 99
- Streichquartett Nr. 3 E-Dur op. 113
- Waldstimmungen für 4 Hörner op. 108

### Piano
- Skizzen op. 3
- Kahnszene op. 5
- Bunte Tänze op. 10
- Aus alten Märchen op. 12
- Aus meinem Tagebuch op. 15
- 30 Tanzweisen op. 21 (1881)
- Scherzo a-Moll op. 29
- Kinderliebe und –leben op. 30
- Romantische Blätter op. 34
- Tanzbilder op. 41
- Daheim! op. 43
- Dichterreise op. 46
- Carneval op. 51
- Bilder aus dem Volksleben op. 52
- Neue Klavierstücke op. 62
- O schöne Jugendtage! op. 80
- 20 Stücke in Ländlerform op. 95

### Chansons
- 2 Lieder op. 1
- 4 Lieder op. 2
- 2 Gedichte (A. Grün) op. 4
- 9 Lieder im Volkston op. 6
- 8 Lieder der Liebe op. 8 (1877)
- Liebesfrühling. Zyklus (Friedrich Rückert) op. 11
- Süßes Verzichten. Zyklus op. 16
- Geliebt-Vergessen. Zyklus op. 18
- 3 Albumblätter op. 24
- 3 Lieder op. 25
- Abschied op. 27
- Kuriose Geschichte op. 28
- 3 Volkslieder op. 31
- 3 Lieder op. 32
- Frühlingslieder op. 33
- 2 Lieder aus Osten op. 35
- je 2 Lieder op. 37, op. 38, op. 39, op. 42
- 4 Lieder op. 44 (1894)
- 4 japanische Lieder op. 47
- Bonapartes Heimkehr op. 48 (1896)
- Waldmeister op. 49
- 6 Lieder op. 55
- Verwelkte Rosen op. 56
- 4 volkstümliche Gesänge op. 57
- 4 Lieder op. 61
- Pamphilische Hirtenlieder, 3 Lieder, op. 66
- 3 Lieder op. 69a
- Moderne Lyrik op. 71
- Aus Onkels Liedermappe op. 73 (1906)
- Weihnacht op. 74
- 5 Lieder op. 81
- 5 Lieder op. 82
- Ein Weihnachtslied op. 83
- 3 Duette op. 84
- Nachsommerblüten op. 87
- Das Lied vom Weltkrieg op. 91
- 7 Lieder op. 94
- Aus des Volkes Wunderhorn op. 96 (1919)
- 7 Lieder op. 106 (1926)
- 6 Lieder vom Glück op. 111
- 6 Lieder op. 114 (1930)
- 7 Lieder op. 120
- 3 Lieder op. 121
- 4 Lieder op. 123

### Chœurs
- 2 Lieder op. 14
- 3 Stücke für Männerchor op. 17
- 3 Lieder für Frauenchor op. 19
- 5 Tanzweisen für Frauenchor op. 21b
- Landsknechtlied für Männerchor und Orchester op. 23
- Zur Trauung op. 26
- 3 Lieder für Männerchor op. 36
- 3 Stücke für Männerchor op. 54
- Fünf volkstümliche Lieder für Frauenchor op. 58
- 6 volkstümliche Lieder op. 59
- 6 volkstümliche Männerchöre op. 60
- 5 Lieder für Frauenstimmen und Harfe oder Klavier op. 63
- Wach‘ auf, mein Volk! für Männerchor und Orchester op. 64
- Das Volkslied für Männerchor op. 65
- Fasching für Tenor, Bariton, Bass, Männerchor und Orchester op. 67
- 4 Lieder für Männerchor op. 68
- 6 Lieder für Männerchor op. 72
- 8 Lieder für Frauenchor op. 76
- 3 Stücke für Männerchor op. 78
- 2 Geschichtsbilder für Männerchor und Orchester op. 79
- Deutsche Ritterlieder für Männerchor und Orchester op. 86
- Das Lied vom Kaiser Arnulf für Männerchor und Orchester op. 88
- 3 Stücke für Männerchor op. 89
- Im Schlachtendonner für Männerchor op. 92
- Ostara für Männerchor und Orchester op. 93
- Deutsch-Österreich. Nationalhymne op. 101 (1918)
- 5 Stücke für Männerchor op. 103
- Arbeiterlied für Männerchor op. 104
- 4 Lieder für Männerchor op. 105
- 2 Stücke für Männerchor op. 107
- 5 Lieder für Männerchor op. 112
- Spar-Hymne für gemischten Chor und Orchester op. 115
- Chor der Toten für gemischten Chor und Orchester op. 118